# Andreas Messing
Andreas Messing (ur. 28 stycznia 1987 w Hallstavik) – szwedzki żużlowiec.
Dwukrotny medalista indywidualnych mistrzostw Szwecji młodzików: złoty (2001) oraz brązowy (2000). Srebrny medalista młodzieżowych indywidualnych mistrzostw Szwecji (Kumla 2007). Złoty medalista drużynowych mistrzostw Szwecji 2002). Dwukrotny finalista indywidualnych mistrzostw Szwecji (Vetlanda 2005 – IX miejsce, Kumla 2007 – IX miejsce). Trzykrotny medalista drużynowych mistrzostw Finlandii: dwukrotnie złoty (2007, 2011) oraz brązowy (2006).
Reprezentant Szwecji na arenie międzynarodowej. Finalista indywidualnych mistrzostw Europy juniorów (Mšeno 2005 – IX miejsce). 
W lidze szwedzkiej reprezentował barwy klubów: Rospiggarna Hallstavik (2002, 2006–2011), Eldarna Huddinge (2002–2004), Stjarnorna Hallstavik (2002–2003, 2008–2010), Vargarna Norrköping (2005), Gävle (2006), Getingarna Sztokholm (2009) oraz Masarna Avesta (2010), w duńskiej – Outrup (2005), w fińskiej – Leijonahaukat HMK-SsMK (2006), Keittioepiste Kusankoski (2007) oraz Sand Blowers Hyvinkaa (2011), w brytyjskiej – Arena Essex Hammers (2006), Lakeside Hammers (2007) oraz Coventry Bees (2008), natomiast w polskiej – KMŻ Lublin (2006, 2009) oraz Stal Rzeszów (2007).